# Píndola

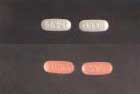
Exemple de píndola.

Una píndola (probablement del llatí pílula que significa «piloteta»), és una forma farmacèutica sòlida, rodona d' administració oral, poc usada des de l'aparició dels comprimits i càpsules. Les píndoles són de preparació artesanal en la que es mesclen els ingredients actius amb excipients com xarops de glucosa en un morter resultant en una pasta a la qual se li dona la forma de cilindre prim. Després es secciona o divideix en porcions individuals de mida igual en forma de petites esferes i es cobreixen amb un vernís ensucrat per a fer-los més agradables a la ingestió.
De forma incorrecta, el terme «la píndola» es fa servir de manera generalitzada per a referir-se als anticonceptius orals, sigui quina sigui la forma galènica de la seva presentació.